# Ben Elton

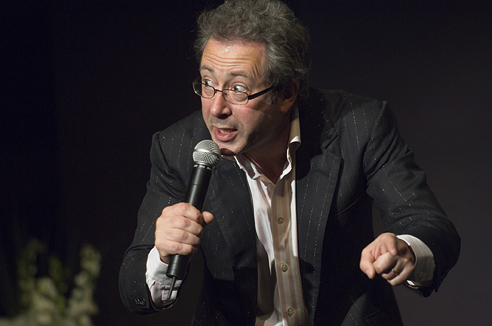
Ben Elton

Benjamin „Ben“ Charles Elton AM (* 3. Mai 1959 im Stadtteil Catford im Londoner Bezirk Lewisham) ist ein britischer Schriftsteller, Bühnenautor und Komiker sowie Drehbuchautor. Er schrieb unter anderem das Libretto für das auch in Deutschland erfolgreiche Musical We Will Rock You, in dem die Musik der Gruppe Queen im Mittelpunkt steht. In Großbritannien wurde er insbesondere durch seine Co-Autorschaft an der Kultserie Blackadder mit „Mr. Bean“ Rowan Atkinson bekannt.

## Karriere
Elton ist der Sohn des Bildungsforschers Lewis Elton und damit auch Enkel des deutschen Althistorikers Victor Ehrenberg. Über die Familie Ehrenberg ist Elton mit einer größeren Zahl wichtiger Personen aus Wissenschaft und Unterhaltung verwandt, darunt sind sein Onkel, der Historiker Geoffrey Rudolph Elton und Rona sowie Olivia Newton-John, die Cousinen dritten Grades aus einer Verbindung einer Ehrenberg-Tante mit dem Physiker Max Born sind und der Cousin Rudolf Ehrenberg, ein Biologe. Er absolvierte ein Schauspielstudium in Manchester und wollte ursprünglich Theaterregisseur werden. Seine Theaterstücke Gasping (1990), Silly Cow (1991), Popcorn (1996) und Blast from the Past (1997) wurden zu großen Erfolgen. Popcorn gewann den „TMA Barclays Theatre Award“, den „Olivier Award“ und den französischen „Molière Award“.
1992 begann Elton, auch als Schauspieler zu arbeiten und übernahm die Hauptrolle in der Filmadaption seines eigenen Romans Stark. Die in Co-Produktion mit der ABC entstandene Filmproduktion unter der Regie von Nadia Tass wurde in Australien gedreht. Weiterhin spielte er  in Kenneth Branaghs Viel Lärm um nichts die Rolle des „Verges“ an der Seite von Michael Keaton.
2000 schrieb und inszenierte Elton seinen ersten Film, die romantische Komödie Maybe Baby, mit Hugh Laurie und Joely Richardson in den Hauptrollen. Im gleichen Jahr entstand in Zusammenarbeit mit Andrew Lloyd Webber The Beautiful Game, das  mit dem „Critics Circle Award“ als bestes Musical ausgezeichnet wurde. Sein zweites Musical, We Will Rock You, wurde 2002 in London uraufgeführt und erhielt den „Theatergoers Choice Award“. Seitdem feierte das Queen-Musical ebenso unter anderem in den USA, Deutschland, Australien, Südafrika, Russland, Spanien, Kanada, Österreich und der Schweiz Premiere. Eltons letztes Musicalprojekt ist Tonight's The Night mit der Musik von Rod Stewart, das im November 2003 uraufgeführt wurde.
Elton schrieb das Drehbuch zum Film All Is True, einer fiktiven Filmbiografie über William Shakespeare.
Seit 2004 ist Elton australischer Staatsbürger. Er lebt in London und Fremantle, West-Australien. 2007 erhielt er die goldene Ehrenrose des Fernseh-Festivals Rose d’Or. Für seine Verdienste in der Unterhaltungsindustrie als Komiker, Schauspieler, Autor und Regisseur wurde er 2023 zum Member des Order of Australia ernannt.

## Bibliographie
- Stark (1988)
- Gridlock (1991)
- This Other Eden (1993)
- Alfresco (1983–1984)
- Popcorn (1996), deutsch: Popcorn (1999)
- Blast From the Past (1998), deutsch: Kalt erwischt
- Inconceivable (1999), deutsch: Seitensprünge (2001)
- We Will Rock You (2002)
- Dead Famous (2001), deutsch: Tödlicher Ruhm (2003)
- High Society (2003)
- Past Mortem (2004)
- The First Casualty (2005)
- Chart Throb (2006)
- Blind Faith (2007)
- Meltdown (2010)
- Two Brothers (2012)
- Time and Time Again (2014)

## Auszeichnungen (Belletristik)
- 1996 CWA Gold Dagger für: Popcorn. Simon & Schuster, London 1996 (dt.: Popcorn. Goldmann, München 1997)
- 2003 Schwedischer Krimipreis für: Dödskänd. Forum, Stockholm 2003 (Originaltitel: Dead Famous. Bantam, London 2001; dt.: Tödlicher Ruhm. Goldmann, München 2003)